# کوئی (دوره)
کوئی (به ژاپنی: 康永 Kōei)، نام یک عصر تاریخی ژاپنی دربار شمالی در طی دوره نانبوکوچو بود. این عصر بعد از ریاکوئو و قبل از جووا (دوره) قرار داشت و از آوریل ۱۳۴۲ تا اکتبر ۱۳۴۵ میلادی به طول انجامید. در طی این عصر امپراتور دربار شمالی در کیوتو، امپراتور کومیو و امپراتور دربار جنوبی امپراتور گو-موراکامی بود.